# Interlands Engels voetbalelftal 1980-1989
Deze pagina toont een chronologisch en gedetailleerd overzicht van de interlands die het Engels voetbalelftal speelde in de periode 1980–1989.

## Interlands

### 1980
|                                                                          |                                   |       |         |                                                                                    |
| 6 februari EK 1980 kwalificatie № 537 «onderlinge duels» 19:45 uur (UTC) | Engeland                          | 2 – 0 | Ierland | Wembley Stadium, Londen Toeschouwers: 90.299 Scheidsrechter: Klaus Scheurell (FRG) |
| 6 februari EK 1980 kwalificatie № 537 «onderlinge duels» 19:45 uur (UTC) | Kevin Keegan 34' Kevin Keegan 74' |       |         | Wembley Stadium, Londen Toeschouwers: 90.299 Scheidsrechter: Klaus Scheurell (FRG) |

|                                                                       |        |                                      |          |                                                                                    |
| 26 maart Vriendschappelijk № 538 «onderlinge duels» 20:30 uur (UTC+1) | Spanje | 0 – 2                                | Engeland | Estadio Nou Camp, Barcelona Toeschouwers: 50.000 Scheidsrechter: Volker Roth (FRG) |
| 26 maart Vriendschappelijk № 538 «onderlinge duels» 20:30 uur (UTC+1) |        | 16' Tony Woodcock 65' Trevor Francis |          | Estadio Nou Camp, Barcelona Toeschouwers: 50.000 Scheidsrechter: Volker Roth (FRG) |

|                                                                     |                                                      |       |                       |                                                                                   |
| 13 mei Vriendschappelijk № 539 «onderlinge duels» 19:45 uur (UTC+1) | Engeland                                             | 3 – 1 | Argentinië            | Wembley Stadium, Londen Toeschouwers: 92.000 Scheidsrechter: Brian McGinlay (SCO) |
| 13 mei Vriendschappelijk № 539 «onderlinge duels» 19:45 uur (UTC+1) | David Johnson 42' David Johnson 50' Kevin Keegan 79' |       | 55' Daniel Passarella | Wembley Stadium, Londen Toeschouwers: 92.000 Scheidsrechter: Brian McGinlay (SCO) |

|                                                                                  |                                                                             |       |                  |                                                                                 |
| 17 mei British Home Championship 1980 № 540 «onderlinge duels» 15:00 uur (UTC+1) | Wales                                                                       | 4 – 1 | Engeland         | Racecourse Ground, Wrexham Toeschouwers: 24.386 Scheidsrechter: Ian Foote (SCO) |
| 17 mei British Home Championship 1980 № 540 «onderlinge duels» 15:00 uur (UTC+1) | Mickey Thomas 19' Ian Walsh 30' Leighton James 60' Phil Thompson 66' (e.d.) |       | 16' Paul Mariner | Racecourse Ground, Wrexham Toeschouwers: 24.386 Scheidsrechter: Ian Foote (SCO) |

|                                                                                  |                             |       |                    |                                                                              |
| 20 mei British Home Championship 1980 № 541 «onderlinge duels» 19:45 uur (UTC+1) | Engeland                    | 1 – 1 | Noord-Ierland      | Wembley Stadium, Londen Toeschouwers: 33.676 Scheidsrechter: Gwyn Owen (WAL) |
| 20 mei British Home Championship 1980 № 541 «onderlinge duels» 19:45 uur (UTC+1) | Noel Brotherston 81' (e.d.) |       | 83' Terry Cochrane | Wembley Stadium, Londen Toeschouwers: 33.676 Scheidsrechter: Gwyn Owen (WAL) |

|                                                                                  |           |                                      |          |                                                                                  |
| 24 mei British Home Championship 1980 № 542 «onderlinge duels» 15:00 uur (UTC+1) | Schotland | 0 – 2                                | Engeland | Hampden Park, Glasgow Toeschouwers: 85.500 Scheidsrechter: António Garrido (POR) |
| 24 mei British Home Championship 1980 № 542 «onderlinge duels» 15:00 uur (UTC+1) |           | 8' Trevor Brooking 75' Steve Coppell |          | Hampden Park, Glasgow Toeschouwers: 85.500 Scheidsrechter: António Garrido (POR) |

|                                                                      |                      |       |                                   |                                                                                        |
| 31 mei Vriendschappelijk № 543 «onderlinge duels» 19:30 uur (UTC+10) | Australië            | 1 – 2 | Engeland                          | Sydney Cricket Ground, Sydney Toeschouwers: 45.000 Scheidsrechter: Tony Bosković (AUS) |
| 31 mei Vriendschappelijk № 543 «onderlinge duels» 19:30 uur (UTC+10) | Gary Cole 88' (pen.) |       | 10' Glenn Hoddle 25' Paul Mariner | Sydney Cricket Ground, Sydney Toeschouwers: 45.000 Scheidsrechter: Tony Bosković (AUS) |

| Europees kampioenschap voetbal 1980 |
| ----------------------------------- |

|                                                                    |                   |       |                 |                                                                                   |
| 12 juni EK 1980 Groep B № 544 «onderlinge duels» 17:45 uur (UTC+2) | België            | 1 – 1 | Engeland        | Stadio Comunale, Turijn Toeschouwers: 15.186 Scheidsrechter: Heinz Aldinger (FRG) |
| 12 juni EK 1980 Groep B № 544 «onderlinge duels» 17:45 uur (UTC+2) | Jan Ceulemans 29' |       | 26' Ray Wilkins | Stadio Comunale, Turijn Toeschouwers: 15.186 Scheidsrechter: Heinz Aldinger (FRG) |

|                                                                    |          |                    |        |                                                                                   |
| 15 juni EK 1980 Groep B № 545 «onderlinge duels» 20:30 uur (UTC+2) | Engeland | 0 – 1              | Italië | Stadio Comunale, Turijn Toeschouwers: 59.649 Scheidsrechter: Nicolae Rainea (ROM) |
| 15 juni EK 1980 Groep B № 545 «onderlinge duels» 20:30 uur (UTC+2) |          | 78' Marco Tardelli |        | Stadio Comunale, Turijn Toeschouwers: 59.649 Scheidsrechter: Nicolae Rainea (ROM) |

|                                                                    |                              |       |                                       |                                                                                    |
| 18 juni EK 1980 Groep B № 247 «onderlinge duels» 17:45 uur (UTC+2) | Spanje                       | 2 – 1 | Engeland                              | Stadio San Paolo, Napels Toeschouwers: 14.440 Scheidsrechter: Erich Linemayr (AUT) |
| 18 juni EK 1980 Groep B № 247 «onderlinge duels» 17:45 uur (UTC+2) | Daniel Ruiz Bazán 48' (pen.) |       | 18' Trevor Brooking 71' Tony Woodcock | Stadio San Paolo, Napels Toeschouwers: 14.440 Scheidsrechter: Erich Linemayr (AUT) |

|  |  |  |  |  |  |  |  |  |

|                                                                              |                                                                                   |       |           |                                                                                          |
| 10 september WK 1982 kwalificatie № 547 «onderlinge duels» 19:45 uur (UTC+1) | Engeland                                                                          | 4 – 0 | Noorwegen | Wembley Stadium, Londen Toeschouwers: 48.200 Scheidsrechter: Marcel Van Langenhove (BEL) |
| 10 september WK 1982 kwalificatie № 547 «onderlinge duels» 19:45 uur (UTC+1) | Terry McDermott 32' Tony Woodcock 68' Terry McDermott 77' (pen.) Paul Mariner 85' |       |           | Wembley Stadium, Londen Toeschouwers: 48.200 Scheidsrechter: Marcel Van Langenhove (BEL) |

|                                                                            |                                                  |       |                   |                                                                                        |
| 15 oktober WK 1982 kwalificatie № 548 «onderlinge duels» 15:00 uur (UTC+2) | Roemenië                                         | 2 – 1 | Engeland          | Stadionul 23 August, Boekarest Toeschouwers: 75.000 Scheidsrechter: Ulf Eriksson (SWE) |
| 15 oktober WK 1982 kwalificatie № 548 «onderlinge duels» 15:00 uur (UTC+2) | Mircea Răducanu 34' Anghel Iordănescu 78' (pen.) |       | 64' Tony Woodcock | Stadionul 23 August, Boekarest Toeschouwers: 75.000 Scheidsrechter: Ulf Eriksson (SWE) |

|                                                                           |                                           |       |                       |                                                                               |
| 19 november WK 1982 kwalificatie № 549 «onderlinge duels» 19:45 uur (UTC) | Engeland                                  | 2 – 1 | Zwitserland           | Wembley Stadium, Londen Toeschouwers: 70.000 Scheidsrechter: Jan Keizer (NED) |
| 19 november WK 1982 kwalificatie № 549 «onderlinge duels» 19:45 uur (UTC) | Markus Tanner 23' (e.d.) Paul Mariner 32' |       | 76' Hans-Jörg Pfister | Wembley Stadium, Londen Toeschouwers: 70.000 Scheidsrechter: Jan Keizer (NED) |

### 1981
|                                                                     |                  |       |                                       |                                                                                      |
| 25 maart Vriendschappelijk № 550 «onderlinge duels» 19:45 uur (UTC) | Engeland         | 1 – 2 | Spanje                                | Wembley Stadium, Londen Toeschouwers: 71.840 Scheidsrechter: Walter Eschweiler (FRG) |
| 25 maart Vriendschappelijk № 550 «onderlinge duels» 19:45 uur (UTC) | Glenn Hoddle 26' |       | 6' Jesús Satrustegui 32' Jesús Zamora | Wembley Stadium, Londen Toeschouwers: 71.840 Scheidsrechter: Walter Eschweiler (FRG) |

|                                                                          |          |       |          |                                                                                   |
| 29 april WK 1982 kwalificatie № 551 «onderlinge duels» 19:45 uur (UTC+1) | Engeland | 0 – 0 | Roemenië | Wembley Stadium, Londen Toeschouwers: 62.500 Scheidsrechter: Heinz Aldinger (GDR) |
| 29 april WK 1982 kwalificatie № 551 «onderlinge duels» 19:45 uur (UTC+1) |          |       |          | Wembley Stadium, Londen Toeschouwers: 62.500 Scheidsrechter: Heinz Aldinger (GDR) |

|                                                                     |          |          |          |                                                                                   |
| 12 mei Vriendschappelijk № 552 «onderlinge duels» 19:45 uur (UTC+1) | Engeland | 0 – 1    | Brazilië | Wembley Stadium, Londen Toeschouwers: 75.000 Scheidsrechter: Erich Linemayr (AUT) |
| 12 mei Vriendschappelijk № 552 «onderlinge duels» 19:45 uur (UTC+1) |          | 11' Zico |          | Wembley Stadium, Londen Toeschouwers: 75.000 Scheidsrechter: Erich Linemayr (AUT) |

|                                                                                  |          |       |       |                                                                                   |
| 20 mei British Home Championship 1981 № 553 «onderlinge duels» 19:45 uur (UTC+1) | Engeland | 0 – 0 | Wales | Wembley Stadium, Londen Toeschouwers: 34.280 Scheidsrechter: Brian McGinlay (SCO) |
| 20 mei British Home Championship 1981 № 553 «onderlinge duels» 19:45 uur (UTC+1) |          |       |       | Wembley Stadium, Londen Toeschouwers: 34.280 Scheidsrechter: Brian McGinlay (SCO) |

|                                                                                  |          |                           |           |                                                                                 |
| 23 mei British Home Championship 1981 № 554 «onderlinge duels» 15:00 uur (UTC+1) | Engeland | 0 – 1                     | Schotland | Wembley Stadium, Londen Toeschouwers: 90.000 Scheidsrechter: Robert Wurtz (FRA) |
| 23 mei British Home Championship 1981 № 554 «onderlinge duels» 15:00 uur (UTC+1) |          | 64' (pen.) John Robertson |           | Wembley Stadium, Londen Toeschouwers: 90.000 Scheidsrechter: Robert Wurtz (FRA) |

|                                                                        |                                          |       |                     |                                                                               |
| 30 mei WK 1982 kwalificatie № 555 «onderlinge duels» 20:00 uur (UTC+2) | Zwitserland                              | 2 – 1 | Engeland            | St. Jakob-Park, Bazel Toeschouwers: 40.000 Scheidsrechter: Adolf Prokop (GDR) |
| 30 mei WK 1982 kwalificatie № 555 «onderlinge duels» 20:00 uur (UTC+2) | Alfred Scheiwiler 27' Claudio Sulser 29' |       | 54' Terry McDermott | St. Jakob-Park, Bazel Toeschouwers: 40.000 Scheidsrechter: Adolf Prokop (GDR) |

|                                                                        |                 |       |                                                                 |                                                                                |
| 6 juni WK 1982 kwalificatie № 556 «onderlinge duels» 20:00 uur (UTC+2) | Hongarije       | 1 – 3 | Engeland                                                        | Népstadion, Boedapest Toeschouwers: 68.000 Scheidsrechter: Paolo Casarin (ITA) |
| 6 juni WK 1982 kwalificatie № 556 «onderlinge duels» 20:00 uur (UTC+2) | Imre Garaba 44' |       | 18' Trevor Brooking 59' Trevor Brooking 72' (pen.) Kevin Keegan | Népstadion, Boedapest Toeschouwers: 68.000 Scheidsrechter: Paolo Casarin (ITA) |

|                                                                             |                                          |       |                  |                                                                                   |
| 9 september WK 1982 kwalificatie № 557 «onderlinge duels» 19:00 uur (UTC+2) | Noorwegen                                | 2 – 1 | Engeland         | Ullevaalstadion, Oslo Toeschouwers: 28.500 Scheidsrechter: Jerzy Kasperczak (NOR) |
| 9 september WK 1982 kwalificatie № 557 «onderlinge duels» 19:00 uur (UTC+2) | Roger Albertsen 35' Hallvar Thoresen 41' |       | 15' Bryan Robson | Ullevaalstadion, Oslo Toeschouwers: 28.500 Scheidsrechter: Jerzy Kasperczak (NOR) |

|                                                                           |                  |       |           |                                                                                    |
| 18 november WK 1982 kwalificatie № 398 «onderlinge duels» 19:45 uur (UTC) | Engeland         | 1 – 0 | Hongarije | Wembley Stadium, Londen Toeschouwers: 92.000 Scheidsrechter: Georges Konrath (FRA) |
| 18 november WK 1982 kwalificatie № 398 «onderlinge duels» 19:45 uur (UTC) | Paul Mariner 14' |       |           | Wembley Stadium, Londen Toeschouwers: 92.000 Scheidsrechter: Georges Konrath (FRA) |

### 1982
|                                                                                     |                                                                   |       |               |                                                                              |
| 23 februari British Home Championship 1982 № 559 «onderlinge duels» 19:45 uur (UTC) | Engeland                                                          | 4 – 0 | Noord-Ierland | Wembley Stadium, Londen Toeschouwers: 54.900 Scheidsrechter: Gwyn Owen (WAL) |
| 23 februari British Home Championship 1982 № 559 «onderlinge duels» 19:45 uur (UTC) | Bryan Robson 1' Kevin Keegan 56' Ray Wilkins 85' Glenn Hoddle 89' |       |               | Wembley Stadium, Londen Toeschouwers: 54.900 Scheidsrechter: Gwyn Owen (WAL) |

|                                                                                    |       |                    |          |                                                                                 |
| 27 april British Home Championship 1982 № 560 «onderlinge duels» 19:30 uur (UTC+1) | Wales | 0 – 1              | Engeland | Ninian Park, Cardiff Toeschouwers: 25.000 Scheidsrechter: Thomas Donnelly (NIR) |
| 27 april British Home Championship 1982 № 560 «onderlinge duels» 19:30 uur (UTC+1) |       | 74' Trevor Francis |          | Ninian Park, Cardiff Toeschouwers: 25.000 Scheidsrechter: Thomas Donnelly (NIR) |

|                                                                     |                                    |       |           |                                                                                  |
| 25 mei Vriendschappelijk № 561 «onderlinge duels» 19:45 uur (UTC+1) | Engeland                           | 2 – 0 | Nederland | Wembley Stadium, Londen Toeschouwers: 69.000 Scheidsrechter: Paolo Bergamo (ITA) |
| 25 mei Vriendschappelijk № 561 «onderlinge duels» 19:45 uur (UTC+1) | Tony Woodcock 48' Paul Mariner 53' |       |           | Wembley Stadium, Londen Toeschouwers: 69.000 Scheidsrechter: Paolo Bergamo (ITA) |

|                                                                                  |           |                  |          |                                                                              |
| 29 mei British Home Championship 1982 № 562 «onderlinge duels» 15:00 uur (UTC+1) | Schotland | 0 – 1            | Engeland | Hampden Park, Glasgow Toeschouwers: 80.529 Scheidsrechter: Jan Redelfs (FRG) |
| 29 mei British Home Championship 1982 № 562 «onderlinge duels» 15:00 uur (UTC+1) |           | 13' Paul Mariner |          | Hampden Park, Glasgow Toeschouwers: 80.529 Scheidsrechter: Jan Redelfs (FRG) |

|                                                                   |                      |       |                  |                                                                                   |
| 2 juni Vriendschappelijk № 563 «onderlinge duels» 20:00 uur (UTC) | IJsland              | 1 – 1 | Engeland         | Laugardalsvöllur, Reykjavik Toeschouwers: 10.814 Scheidsrechter: Ib Nielsen (DEN) |
| 2 juni Vriendschappelijk № 563 «onderlinge duels» 20:00 uur (UTC) | Arnór Gudjohnsen 23' |       | 69' Paul Goddard | Laugardalsvöllur, Reykjavik Toeschouwers: 10.814 Scheidsrechter: Ib Nielsen (DEN) |

|                                                                     |                         |       |                                                                     |                                                                                      |
| 3 juni Vriendschappelijk № 564 «onderlinge duels» 19:00 uur (UTC+3) | Finland                 | 1 – 4 | Engeland                                                            | Olympiastadion, Helsinki Toeschouwers: 21.521 Scheidsrechter: Romualdas Yushka (URS) |
| 3 juni Vriendschappelijk № 564 «onderlinge duels» 19:00 uur (UTC+3) | Kai Haaskivi 83' (pen.) |       | 14' Paul Mariner 27' Bryan Robson 58' Bryan Robson 61' Paul Mariner | Olympiastadion, Helsinki Toeschouwers: 21.521 Scheidsrechter: Romualdas Yushka (URS) |

| Wereldkampioenschap voetbal 1982 |
| -------------------------------- |

|                                                                    |                                                   |       |                  |                                                                                      |
| 16 juni WK 1982 Groep D № 565 «onderlinge duels» 17:15 uur (UTC+2) | Engeland                                          | 3 – 1 | Frankrijk        | Estadio San Mamés, Bilbao Toeschouwers: 44.172 Scheidsrechter: António Garrido (POR) |
| 16 juni WK 1982 Groep D № 565 «onderlinge duels» 17:15 uur (UTC+2) | Bryan Robson 1' Bryan Robson 67' Paul Mariner 83' |       | 24' Gérard Soler | Estadio San Mamés, Bilbao Toeschouwers: 44.172 Scheidsrechter: António Garrido (POR) |

|                                                                    |                                            |       |                   |                                                                                     |
| 20 juni WK 1982 Groep D № 566 «onderlinge duels» 17:15 uur (UTC+2) | Engeland                                   | 2 – 0 | Tsjecho-Slowakije | Estadio San Mamés, Bilbao Toeschouwers: 41.123 Scheidsrechter: Charles Corver (NED) |
| 20 juni WK 1982 Groep D № 566 «onderlinge duels» 17:15 uur (UTC+2) | Trevor Francis 62' Jozef Barmoš 66' (e.d.) |       |                   | Estadio San Mamés, Bilbao Toeschouwers: 41.123 Scheidsrechter: Charles Corver (NED) |

|                                                                  |                    |       |         |                                                                                           |
| 25 juni WK 1982 Groep D № 567 «onderlinge duels» 17:15 uur (UTC) | Engeland           | 1 – 0 | Koeweit | Estadio San Mamés, Bilbao Toeschouwers: 39.700 Scheidsrechter: Gilberto Aristizábal (COL) |
| 25 juni WK 1982 Groep D № 567 «onderlinge duels» 17:15 uur (UTC) | Trevor Francis 27' |       |         | Estadio San Mamés, Bilbao Toeschouwers: 39.700 Scheidsrechter: Gilberto Aristizábal (COL) |

|                                                                  |          |       |                |                                                                                             |
| 28 juni WK 1982 Groep 2 № 568 «onderlinge duels» 21:00 uur (UTC) | Engeland | 0 – 0 | West-Duitsland | Estadio Santiago Bernabéu, Madrid Toeschouwers: 90.089 Scheidsrechter: Arnaldo Coelho (BRA) |
| 28 juni WK 1982 Groep 2 № 568 «onderlinge duels» 21:00 uur (UTC) |          |       |                | Estadio Santiago Bernabéu, Madrid Toeschouwers: 90.089 Scheidsrechter: Arnaldo Coelho (BRA) |

|                                                                   |        |       |          |                                                                                            |
| 5 juli WK 1982 Groep 2 № 569 «onderlinge duels» 21:00 uur (UTC+2) | Spanje | 0 – 0 | Engeland | Estadio Santiago Bernabéu, Madrid Toeschouwers: 75.000 Scheidsrechter: Alexis Ponnet (BEL) |
| 5 juli WK 1982 Groep 2 № 569 «onderlinge duels» 21:00 uur (UTC+2) |        |       |          | Estadio Santiago Bernabéu, Madrid Toeschouwers: 75.000 Scheidsrechter: Alexis Ponnet (BEL) |

|  |  |  |  |  |  |  |  |  |

|                                                                              |                                          |       |                                      |                                                                                    |
| 22 september EK 1984 kwalificatie № 570 «onderlinge duels» 19:00 uur (UTC+2) | Denemarken                               | 2 – 2 | Engeland                             | Idrætsparken, Kopenhagen Toeschouwers: 44.300 Scheidsrechter: Charles Corver (NED) |
| 22 september EK 1984 kwalificatie № 570 «onderlinge duels» 19:00 uur (UTC+2) | Allan Hansen 69' (pen.) Jesper Olsen 89' |       | 8' Trevor Francis 80' Trevor Francis | Idrætsparken, Kopenhagen Toeschouwers: 44.300 Scheidsrechter: Charles Corver (NED) |

|                                                                         |                   |       |                                                     |                                                                                   |
| 13 oktober Vriendschappelijk № 571 «onderlinge duels» 19:45 uur (UTC+1) | Engeland          | 1 – 2 | West-Duitsland                                      | Wembley Stadium, Londen Toeschouwers: 68.000 Scheidsrechter: Károly Palotai (HUN) |
| 13 oktober Vriendschappelijk № 571 «onderlinge duels» 19:45 uur (UTC+1) | Tony Woodcock 85' |       | 73' Karl-Heinz Rummenigge 82' Karl-Heinz Rummenigge | Wembley Stadium, Londen Toeschouwers: 68.000 Scheidsrechter: Károly Palotai (HUN) |

|                                                                             |             |                                                  |          |                                                                                       |
| 17 november EK 1984 kwalificatie № 572 «onderlinge duels» 14:00 uur (UTC+2) | Griekenland | 0 – 3                                            | Engeland | Kaftanzogliostadion, Saloniki Toeschouwers: 43.000 Scheidsrechter: Adolf Prokop (GDR) |
| 17 november EK 1984 kwalificatie № 572 «onderlinge duels» 14:00 uur (UTC+2) |             | 2' Tony Woodcock 63' Tony Woodcock 68' Sammy Lee |          | Kaftanzogliostadion, Saloniki Toeschouwers: 43.000 Scheidsrechter: Adolf Prokop (GDR) |

|                                                                           | |       |           |                                                                                     |
| 15 december EK 1984 kwalificatie № 573 «onderlinge duels» 19:45 uur (UTC) | Engeland | 9 – 0 | Luxemburg | Wembley Stadium, Londen Toeschouwers: 35.000 Scheidsrechter: Hreidar Johnsson (ISL) |
| 15 december EK 1984 kwalificatie № 573 «onderlinge duels» 19:45 uur (UTC) | Jeannot Moes 17' (e.d.) Steve Coppell 21' Tony Woodcock 34' Luther Blissett 43' Luther Blissett 53' Mark Chamberlain 72' Luther Blissett 86' Glenn Hoddle 88' Phil Neal 89' |       |           | Wembley Stadium, Londen Toeschouwers: 35.000 Scheidsrechter: Hreidar Johnsson (ISL) |

### 1983
|                                                                                     |                                        |       |              |                                                                                  |
| 23 februari British Home Championship 1983 № 574 «onderlinge duels» 19:45 uur (UTC) | Engeland                               | 2 – 1 | Wales        | Wembley Stadium, Londen Toeschouwers: 24.000 Scheidsrechter: Bob Valentine (SCO) |
| 23 februari British Home Championship 1983 № 574 «onderlinge duels» 19:45 uur (UTC) | Terry Butcher 39' Phil Neal 78' (pen.) |       | 14' Ian Rush | Wembley Stadium, Londen Toeschouwers: 24.000 Scheidsrechter: Bob Valentine (SCO) |

|                                                                        |          |       |             |                                                                                  |
| 30 maart EK 1984 kwalificatie № 575 «onderlinge duels» 19:45 uur (UTC) | Engeland | 0 – 0 | Griekenland | Wembley Stadium, Londen Toeschouwers: 48.500 Scheidsrechter: Dusan Krchnak (TCH) |
| 30 maart EK 1984 kwalificatie № 575 «onderlinge duels» 19:45 uur (UTC) |          |       |             | Wembley Stadium, Londen Toeschouwers: 48.500 Scheidsrechter: Dusan Krchnak (TCH) |

|                                                                        |                                    |       |           |                                                                                  |
| 27 april EK 1984 kwalificatie № 576 «onderlinge duels» 19:45 uur (UTC) | Engeland                           | 2 – 0 | Hongarije | Wembley Stadium, Londen Toeschouwers: 55.000 Scheidsrechter: Pietro d'Elia (ITA) |
| 27 april EK 1984 kwalificatie № 576 «onderlinge duels» 19:45 uur (UTC) | Trevor Francis 31' Peter Withe 65' |       |           | Wembley Stadium, Londen Toeschouwers: 55.000 Scheidsrechter: Pietro d'Elia (ITA) |

|                                                                                |               |       |          |                                                                              |
| 28 mei British Home Championship 1983 № 577 «onderlinge duels» 19:30 uur (UTC) | Noord-Ierland | 0 – 0 | Engeland | Windsor Park, Belfast Toeschouwers: 16.238 Scheidsrechter: Howard King (WAL) |
| 28 mei British Home Championship 1983 № 577 «onderlinge duels» 19:30 uur (UTC) |               |       |          | Windsor Park, Belfast Toeschouwers: 16.238 Scheidsrechter: Howard King (WAL) |

|                                                                                  |                                    |       |           |                                                                                     |
| 1 juni British Home Championship 1983 № 578 «onderlinge duels» 19:45 uur (UTC+1) | Engeland                           | 2 – 0 | Schotland | Wembley Stadium, Londen Toeschouwers: 84.000 Scheidsrechter: Erik Fredriksson (SWE) |
| 1 juni British Home Championship 1983 № 578 «onderlinge duels» 19:45 uur (UTC+1) | Bryan Robson 13' Gordon Cowans 54' |       |           | Wembley Stadium, Londen Toeschouwers: 84.000 Scheidsrechter: Erik Fredriksson (SWE) |

|                                                                       |           |       |          |                                                                                        |
| 12 juni Vriendschappelijk № 579 «onderlinge duels» 15:10 uur (UTC+10) | Australië | 0 – 0 | Engeland | Sydney Cricket Ground, Sydney Toeschouwers: 28.000 Scheidsrechter: Tony Bosković (AUS) |
| 12 juni Vriendschappelijk № 579 «onderlinge duels» 15:10 uur (UTC+10) |           |       |          | Sydney Cricket Ground, Sydney Toeschouwers: 28.000 Scheidsrechter: Tony Bosković (AUS) |

|                                                    |           |                |          |                                                                              |
| 15 juni Vriendschappelijk № 580 «onderlinge duels» | Australië | 0 – 1          | Engeland | Lang Park, Brisbane Toeschouwers: 16.000 Scheidsrechter: Peter Rampley (AUS) |
| 15 juni Vriendschappelijk № 580 «onderlinge duels» |           | 59' Paul Walsh |          | Lang Park, Brisbane Toeschouwers: 16.000 Scheidsrechter: Peter Rampley (AUS) |

|                                                                       |                      |       |                    |                                                                                  |
| 18 juni Vriendschappelijk № 581 «onderlinge duels» 15:10 uur (UTC+10) | Australië            | 1 – 1 | Engeland           | Olympic Park, Melbourne Toeschouwers: 20.000 Scheidsrechter: Jack Johnston (AUS) |
| 18 juni Vriendschappelijk № 581 «onderlinge duels» 15:10 uur (UTC+10) | Phil Neal 27' (e.d.) |       | 25' Trevor Francis | Olympic Park, Melbourne Toeschouwers: 20.000 Scheidsrechter: Jack Johnston (AUS) |

|                                                                              |          |                           |            |                                                                                  |
| 21 september EK 1984 kwalificatie № 582 «onderlinge duels» 19:45 uur (UTC+1) | Engeland | 0 – 1                     | Denemarken | Wembley Stadium, Londen Toeschouwers: 82.050 Scheidsrechter: Alexis Ponnet (BEL) |
| 21 september EK 1984 kwalificatie № 582 «onderlinge duels» 19:45 uur (UTC+1) |          | 38' (pen.) Allan Simonsen |            | Wembley Stadium, Londen Toeschouwers: 82.050 Scheidsrechter: Alexis Ponnet (BEL) |

|                                                                            |           |                                                 |          |                                                                               |
| 12 oktober EK 1984 kwalificatie № 583 «onderlinge duels» 18:00 uur (UTC+1) | Hongarije | 0 – 3                                           | Engeland | Népstadion, Boedapest Toeschouwers: 19.956 Scheidsrechter: Bruno Galler (SUI) |
| 12 oktober EK 1984 kwalificatie № 583 «onderlinge duels» 18:00 uur (UTC+1) |           | 13' Glenn Hoddle 19' Sammy Lee 42' Paul Mariner |          | Népstadion, Boedapest Toeschouwers: 19.956 Scheidsrechter: Bruno Galler (SUI) |

|                                                                             |           |                                                                      |          |                                                                                  |
| 16 november EK 1984 kwalificatie № 584 «onderlinge duels» 19:15 uur (UTC+1) | Luxemburg | 0 – 4                                                                | Engeland | Stade Municipal, Luxemburg Toeschouwers: 5.500 Scheidsrechter: Cees Bakker (NED) |
| 16 november EK 1984 kwalificatie № 584 «onderlinge duels» 19:15 uur (UTC+1) |           | 11' Bryan Robson 40' Paul Mariner 51' Terry Butcher 56' Bryan Robson |          | Stade Municipal, Luxemburg Toeschouwers: 5.500 Scheidsrechter: Cees Bakker (NED) |

### 1984
|                                                                          |                                       |       |          |                                                                                           |
| 29 februari Vriendschappelijk № 585 «onderlinge duels» 20:30 uur (UTC+1) | Frankrijk                             | 2 – 0 | Engeland | Parc des Princes, Parijs Toeschouwers: 43.000 Scheidsrechter: Marcel Van Langenhove (BEL) |
| 29 februari Vriendschappelijk № 585 «onderlinge duels» 20:30 uur (UTC+1) | Michel Platini 58' Michel Platini 71' |       |          | Parc des Princes, Parijs Toeschouwers: 43.000 Scheidsrechter: Marcel Van Langenhove (BEL) |

|                                                                                      |                   |       |               |                                                                                   |
| 4 april British Home Championship 1983/84 № 586 «onderlinge duels» 19:45 uur (UTC+1) | Engeland          | 1 – 0 | Noord-Ierland | Wembley Stadium, Londen Toeschouwers: 24.386 Scheidsrechter: Ronald Bridges (WAL) |
| 4 april British Home Championship 1983/84 № 586 «onderlinge duels» 19:45 uur (UTC+1) | Tony Woodcock 49' |       |               | Wembley Stadium, Londen Toeschouwers: 24.386 Scheidsrechter: Ronald Bridges (WAL) |

|                                                                                    |                 |       |          |                                                                                  |
| 2 mei British Home Championship 1983/84 № 587 «onderlinge duels» 19:30 uur (UTC+1) | Wales           | 1 – 0 | Engeland | Racecourse Ground, Wrexham Toeschouwers: 14.250 Scheidsrechter: David Syme (SCO) |
| 2 mei British Home Championship 1983/84 № 587 «onderlinge duels» 19:30 uur (UTC+1) | Mark Hughes 17' |       |          | Racecourse Ground, Wrexham Toeschouwers: 14.250 Scheidsrechter: David Syme (SCO) |

|                                                                                     |                 |       |                   |                                                                                |
| 26 mei British Home Championship 1983/84 № 588 «onderlinge duels» 15:00 uur (UTC+1) | Schotland       | 1 – 1 | Engeland          | Hampden Park, Glasgow Toeschouwers: 73.064 Scheidsrechter: Paolo Casarin (ITA) |
| 26 mei British Home Championship 1983/84 № 588 «onderlinge duels» 15:00 uur (UTC+1) | Mark McGhee 13' |       | 37' Tony Woodcock | Hampden Park, Glasgow Toeschouwers: 73.064 Scheidsrechter: Paolo Casarin (ITA) |

|                                                                     |          |                                         |             |                                                                                   |
| 2 juni Vriendschappelijk № 589 «onderlinge duels» 15:00 uur (UTC+1) | Engeland | 0 – 2                                   | Sovjet-Unie | Wembley Stadium, Londen Toeschouwers: 38.125 Scheidsrechter: Michel Vautrot (FRA) |
| 2 juni Vriendschappelijk № 589 «onderlinge duels» 15:00 uur (UTC+1) |          | 55' Sjarhej Hotsmanov 89' Oleh Protasov |             | Wembley Stadium, Londen Toeschouwers: 38.125 Scheidsrechter: Michel Vautrot (FRA) |

|                                                                      |          |                                  |          |                                                                                             |
| 10 juni Vriendschappelijk № 590 «onderlinge duels» 16:30 uur (UTC−3) | Brazilië | 0 – 2                            | Engeland | Estadio Maracana, Rio de Janeiro Toeschouwers: 56.126 Scheidsrechter: Juan Cardellino (URU) |
| 10 juni Vriendschappelijk № 590 «onderlinge duels» 16:30 uur (UTC−3) |          | 43' John Barnes 65' Mark Hateley |          | Estadio Maracana, Rio de Janeiro Toeschouwers: 56.126 Scheidsrechter: Juan Cardellino (URU) |

|                                                                      |                                          |       |          |                                                                                            |
| 13 juni Vriendschappelijk № 591 «onderlinge duels» 19:00 uur (UTC−3) | Uruguay                                  | 2 – 0 | Engeland | Estadio Centenario, Montevideo Toeschouwers: 32.800 Scheidsrechter: Gabriel González (PAR) |
| 13 juni Vriendschappelijk № 591 «onderlinge duels» 19:00 uur (UTC−3) | Luis Acosta 8' (pen.) Wilmar Cabrera 68' |       |          | Estadio Centenario, Montevideo Toeschouwers: 32.800 Scheidsrechter: Gabriel González (PAR) |

|                                                                      |       |       |          |                                                                                         |
| 17 juni Vriendschappelijk № 592 «onderlinge duels» 15:30 uur (UTC−4) | Chili | 0 – 0 | Engeland | Estadio Nacional, Santiago Toeschouwers: 25.000 Scheidsrechter: Luís Carlos Félix (BRA) |
| 17 juni Vriendschappelijk № 592 «onderlinge duels» 15:30 uur (UTC−4) |       |       |          | Estadio Nacional, Santiago Toeschouwers: 25.000 Scheidsrechter: Luís Carlos Félix (BRA) |

|                                                                           |                  |       |                                |                                                                               |
| 12 september Vriendschappelijk № 593 «onderlinge duels» 19:45 uur (UTC+1) | Engeland         | 1 – 0 | Duitse Democratische Republiek | Wembley Stadium, Londen Toeschouwers: 23.951 Scheidsrechter: Bep Thomas (NED) |
| 12 september Vriendschappelijk № 593 «onderlinge duels» 19:45 uur (UTC+1) | Bryan Robson 82' |       |                                | Wembley Stadium, Londen Toeschouwers: 23.951 Scheidsrechter: Bep Thomas (NED) |

|                                                                            |                                                                                       |       |         |                                                                                        |
| 17 oktober WK 1986 kwalificatie № 594 «onderlinge duels» 19:45 uur (UTC+1) | Engeland                                                                              | 5 – 0 | Finland | Wembley Stadium, Londen Toeschouwers: 47.234 Scheidsrechter: Aleksander Suchanek (POL) |
| 17 oktober WK 1986 kwalificatie № 594 «onderlinge duels» 19:45 uur (UTC+1) | Mark Hateley 29' Tony Woodcock 40' Mark Hateley 49' Bryan Robson 71' Kenny Sansom 85' |       |         | Wembley Stadium, Londen Toeschouwers: 47.234 Scheidsrechter: Aleksander Suchanek (POL) |

|                                                                             |         | |          |                                                                                        |
| 14 november WK 1986 kwalificatie № 595 «onderlinge duels» 14:00 uur (UTC+3) | Turkije | 0 – 8 | Engeland | BJK Inönüstadion, Istanbul Toeschouwers: 26.494 Scheidsrechter: Vojtech Christov (TCH) |
| 14 november WK 1986 kwalificatie № 595 «onderlinge duels» 14:00 uur (UTC+3) |         | 13' Bryan Robson 17' Tony Woodcock 44' Bryan Robson 46' John Barnes 56' John Barnes 58' Bryan Robson 61' Tony Woodcock 86' Viv Anderson |          | BJK Inönüstadion, Istanbul Toeschouwers: 26.494 Scheidsrechter: Vojtech Christov (TCH) |

### 1985
|                                                                           |               |                  |          |                                                                              |
| 27 februari WK 1986 kwalificatie № 596 «onderlinge duels» 19:30 uur (UTC) | Noord-Ierland | 0 – 1            | Engeland | Windsor Park, Belfast Toeschouwers: 28.500 Scheidsrechter: Volker Roth (FRG) |
| 27 februari WK 1986 kwalificatie № 596 «onderlinge duels» 19:30 uur (UTC) |               | 77' Mark Hateley |          | Windsor Park, Belfast Toeschouwers: 28.500 Scheidsrechter: Volker Roth (FRG) |

|                                                                     |                                    |       |                |                                                                                 |
| 26 maart Vriendschappelijk № 597 «onderlinge duels» 19:45 uur (UTC) | Engeland                           | 2 – 1 | Ierland        | Wembley Stadium, Londen Toeschouwers: 34.793 Scheidsrechter: George Smith (SCO) |
| 26 maart Vriendschappelijk № 597 «onderlinge duels» 19:45 uur (UTC) | Trevor Steven 44' Gary Lineker 75' |       | 87' Liam Brady | Wembley Stadium, Londen Toeschouwers: 34.793 Scheidsrechter: George Smith (SCO) |

|                                                                       |          |       |          |                                                                                           |
| 1 mei WK 1986 kwalificatie № 598 «onderlinge duels» 18:00 uur (UTC+3) | Roemenië | 0 – 0 | Engeland | Stadionul 23 August, Boekarest Toeschouwers: 49.229 Scheidsrechter: Emilio Guruceta (ESP) |
| 1 mei WK 1986 kwalificatie № 598 «onderlinge duels» 18:00 uur (UTC+3) |          |       |          | Stadionul 23 August, Boekarest Toeschouwers: 49.229 Scheidsrechter: Emilio Guruceta (ESP) |

|                                                                        |                  |       |                  |                                                                                        |
| 22 mei WK 1986 kwalificatie № 599 «onderlinge duels» 18:00 uur (UTC+3) | Finland          | 1 – 1 | Engeland         | Olympiastadion, Helsinki Toeschouwers: 30.311 Scheidsrechter: Siegfried Kirschen (GDR) |
| 22 mei WK 1986 kwalificatie № 599 «onderlinge duels» 18:00 uur (UTC+3) | Jari Rantanen 5' |       | 50' Mark Hateley | Olympiastadion, Helsinki Toeschouwers: 30.311 Scheidsrechter: Siegfried Kirschen (GDR) |

|                                                                 |                   |       |          |                                                                                 |
| 25 mei Rous Cup 1985 № 600 «onderlinge duels» 15:00 uur (UTC+1) | Schotland         | 1 – 0 | Engeland | Hampden Park, Glasgow Toeschouwers: 66.489 Scheidsrechter: Michel Vautrot (FRA) |
| 25 mei Rous Cup 1985 № 600 «onderlinge duels» 15:00 uur (UTC+1) | Richard Gough 68' |       |          | Hampden Park, Glasgow Toeschouwers: 66.489 Scheidsrechter: Michel Vautrot (FRA) |

|                                                                                                |                  |       |                                                     |                                                                                       |
| 6 juni Vriendschappelijk Copa Ciudad de México 1985 № 601 «onderlinge duels» 14:00 uur (UTC−6) | Engeland         | 1 – 2 | Italië                                              | Aztekenstadion, Mexico-Stad Toeschouwers: 8.000 Scheidsrechter: Antonio Márquez (MEX) |
| 6 juni Vriendschappelijk Copa Ciudad de México 1985 № 601 «onderlinge duels» 14:00 uur (UTC−6) | Mark Hateley 75' |       | 73' Salvatore Bagni 89' (pen.) Alessandro Altobelli | Aztekenstadion, Mexico-Stad Toeschouwers: 8.000 Scheidsrechter: Antonio Márquez (MEX) |

| |                 |       |          |                                                                                    |
| 9 juni Vriendschappelijk Azteca 2000 Toernooi / Copa Ciudad de México 1985 № 602 «onderlinge duels» | Mexico          | 1 – 0 | Engeland | Aztekenstadion, Mexico-Stad Toeschouwers: 15.000 Scheidsrechter: Volker Roth (FRG) |
| 9 juni Vriendschappelijk Azteca 2000 Toernooi / Copa Ciudad de México 1985 № 602 «onderlinge duels» | Luis Flóres 20' |       |          | Aztekenstadion, Mexico-Stad Toeschouwers: 15.000 Scheidsrechter: Volker Roth (FRG) |

|                                                                                           |                |                                                  |          |                                                                                     |
| 12 juni Vriendschappelijk Azteca 2000 Toernooi № 603 «onderlinge duels» 14:00 uur (UTC−6) | West-Duitsland | 0 – 3                                            | Engeland | Aztekenstadion, Mexico-Stad Toeschouwers: 15.000 Scheidsrechter: Jorge Leanza (MEX) |
| 12 juni Vriendschappelijk Azteca 2000 Toernooi № 603 «onderlinge duels» 14:00 uur (UTC−6) |                | 34' Bryan Robson 54' Kerry Dixon 67' Kerry Dixon |          | Aztekenstadion, Mexico-Stad Toeschouwers: 15.000 Scheidsrechter: Jorge Leanza (MEX) |

|                                                                      |                  |                                                                                     |          |                                                                                           |
| 16 juni Vriendschappelijk № 604 «onderlinge duels» 17:00 uur (UTC−7) | Verenigde Staten | 0 – 5                                                                               | Engeland | Memorial Coliseum, Los Angeles Toeschouwers: 10.145 Scheidsrechter: Edgardo Codesal (MEX) |
| 16 juni Vriendschappelijk № 604 «onderlinge duels» 17:00 uur (UTC−7) |                  | 13' Gary Lineker 30' Kerry Dixon 47' Gary Lineker 73' Kerry Dixon 81' Trevor Steven |          | Memorial Coliseum, Los Angeles Toeschouwers: 10.145 Scheidsrechter: Edgardo Codesal (MEX) |

|                                                                              |                  |       |                     |                                                                                         |
| 11 september WK 1986 kwalificatie № 605 «onderlinge duels» 19:45 uur (UTC+1) | Engeland         | 1 – 1 | Roemenië            | Wembley Stadium, Londen Toeschouwers: 59.500 Scheidsrechter: Karl-Heinz Tritscher (FRG) |
| 11 september WK 1986 kwalificatie № 605 «onderlinge duels» 19:45 uur (UTC+1) | Glenn Hoddle 25' |       | 60' Rodion Cămătaru | Wembley Stadium, Londen Toeschouwers: 59.500 Scheidsrechter: Karl-Heinz Tritscher (FRG) |

|                                                                            |                                                                                      |       |         |                                                                                      |
| 16 oktober WK 1986 kwalificatie № 606 «onderlinge duels» 19:45 uur (UTC+1) | Engeland                                                                             | 5 – 0 | Turkije | Wembley Stadium, Londen Toeschouwers: 52.500 Scheidsrechter: Anatoli Milchenko (URS) |
| 16 oktober WK 1986 kwalificatie № 606 «onderlinge duels» 19:45 uur (UTC+1) | Chris Waddle 15' Gary Lineker 18' Bryan Robson 35' Gary Lineker 43' Gary Lineker 54' |       |         | Wembley Stadium, Londen Toeschouwers: 52.500 Scheidsrechter: Anatoli Milchenko (URS) |

|                                                                           |          |       |               |                                                                                     |
| 13 november WK 1986 kwalificatie № 607 «onderlinge duels» 19:00 uur (UTC) | Engeland | 0 – 0 | Noord-Ierland | Wembley Stadium, Londen Toeschouwers: 70.500 Scheidsrechter: Erik Fredriksson (SWE) |
| 13 november WK 1986 kwalificatie № 607 «onderlinge duels» 19:00 uur (UTC) |          |       |               | Wembley Stadium, Londen Toeschouwers: 70.500 Scheidsrechter: Erik Fredriksson (SWE) |

### 1986
|                                                                         |        |                                                                               |          |                                                                                |
| 29 januari Vriendschappelijk № 608 «onderlinge duels» 15:00 uur (UTC+2) | Egypte | 0 – 4                                                                         | Engeland | Cairostadion, Cairo Toeschouwers: 20.000 Scheidsrechter: Yasaras Yasaras (GRE) |
| 29 januari Vriendschappelijk № 608 «onderlinge duels» 15:00 uur (UTC+2) |        | 14' Trevor Steven 41' (e.d.) Mohamed Omar 52' Danny Wallace 80' Gordon Cowans |          | Cairostadion, Cairo Toeschouwers: 20.000 Scheidsrechter: Yasaras Yasaras (GRE) |

|                                                                          |              |       |                                          |                                                                                         |
| 26 februari Vriendschappelijk № 609 «onderlinge duels» 16:45 uur (UTC+2) | Israël       | 1 – 2 | Engeland                                 | Ramat Ganstadion, Ramat Gan Toeschouwers: 15.000 Scheidsrechter: Philippe Mercier (SUI) |
| 26 februari Vriendschappelijk № 609 «onderlinge duels» 16:45 uur (UTC+2) | Eli Ohana 7' |       | 51' Bryan Robson 86' (pen.) Bryan Robson | Ramat Ganstadion, Ramat Gan Toeschouwers: 15.000 Scheidsrechter: Philippe Mercier (SUI) |

|                                                                       |             |                  |          |                                                                                      |
| 26 maart Vriendschappelijk № 610 «onderlinge duels» 18:00 uur (UTC+4) | Sovjet-Unie | 0 – 1            | Engeland | Dinamo Stadion, Tbilisi Toeschouwers: 62.000 Scheidsrechter: Velichko Tsonchev (BUL) |
| 26 maart Vriendschappelijk № 610 «onderlinge duels» 18:00 uur (UTC+4) |             | 67' Chris Waddle |          | Dinamo Stadion, Tbilisi Toeschouwers: 62.000 Scheidsrechter: Velichko Tsonchev (BUL) |

|                                                                   |                                    |       |                           |                                                                                   |
| 23 april Rous Cup 1986 № 611 «onderlinge duels» 19:45 uur (UTC+1) | Engeland                           | 2 – 1 | Schotland                 | Wembley Stadium, Londen Toeschouwers: 68.357 Scheidsrechter: Michel Vautrot (FRA) |
| 23 april Rous Cup 1986 № 611 «onderlinge duels» 19:45 uur (UTC+1) | Terry Butcher 27' Glenn Hoddle 39' |       | 57' (pen.) Graeme Souness | Wembley Stadium, Londen Toeschouwers: 68.357 Scheidsrechter: Michel Vautrot (FRA) |

|                                                                     |        |                                                       |          |                                                                                         |
| 17 mei Vriendschappelijk № 612 «onderlinge duels» 15:00 uur (UTC−7) | Mexico | 0 – 3                                                 | Engeland | Memorial Coliseum, Los Angeles Toeschouwers: 63.770 Scheidsrechter: Vincent Mauro (USA) |
| 17 mei Vriendschappelijk № 612 «onderlinge duels» 15:00 uur (UTC−7) |        | 22' Mark Hateley 30' Mark Hateley 37' Peter Beardsley |          | Memorial Coliseum, Los Angeles Toeschouwers: 63.770 Scheidsrechter: Vincent Mauro (USA) |

|                                                                     |        |                  |          |                                                                                 |
| 24 mei Vriendschappelijk № 613 «onderlinge duels» 11:00 uur (UTC−7) | Canada | 0 – 1            | Engeland | Swangardstadion, Burnaby Toeschouwers: 8.150 Scheidsrechter: John Meachin (CAN) |
| 24 mei Vriendschappelijk № 613 «onderlinge duels» 11:00 uur (UTC−7) |        | 61' Mark Hateley |          | Swangardstadion, Burnaby Toeschouwers: 8.150 Scheidsrechter: John Meachin (CAN) |

| Wereldkampioenschap voetbal 1986 |
| -------------------------------- |

|                                                                   |                   |       |          |                                                                                         |
| 3 juni WK 1986 Groep F № 614 «onderlinge duels» 16:00 uur (UTC−6) | Portugal          | 1 – 0 | Engeland | Estadio Universitario, Monterrey Toeschouwers: 23.000 Scheidsrechter: Volker Roth (FRG) |
| 3 juni WK 1986 Groep F № 614 «onderlinge duels» 16:00 uur (UTC−6) | Carlos Manuel 75' |       |          | Estadio Universitario, Monterrey Toeschouwers: 23.000 Scheidsrechter: Volker Roth (FRG) |

|                                                                   |          |       |         |                                                                                              |
| 6 juni WK 1986 Groep F № 615 «onderlinge duels» 16:00 uur (UTC−6) | Engeland | 0 – 0 | Marokko | Estadio Universitario, Monterrey Toeschouwers: 20.200 Scheidsrechter: Gabriel González (PAR) |
| 6 juni WK 1986 Groep F № 615 «onderlinge duels» 16:00 uur (UTC−6) |          |       |         | Estadio Universitario, Monterrey Toeschouwers: 20.200 Scheidsrechter: Gabriel González (PAR) |

|                                                                    |                                                   |       |       |                                                                                         |
| 11 juni WK 1986 Groep F № 616 «onderlinge duels» 16:00 uur (UTC−6) | Engeland                                          | 3 – 0 | Polen | Estadio Universitario, Monterrey Toeschouwers: 22.700 Scheidsrechter: André Daina (SUI) |
| 11 juni WK 1986 Groep F № 616 «onderlinge duels» 16:00 uur (UTC−6) | Gary Lineker 9' Gary Lineker 14' Gary Lineker 34' |       |       | Estadio Universitario, Monterrey Toeschouwers: 22.700 Scheidsrechter: André Daina (SUI) |

|                                                                           |                                                       |       |          |                                                                                        |
| 18 juni WK 1986 Achtste finale № 617 «onderlinge duels» 12:00 uur (UTC−6) | Engeland                                              | 3 – 0 | Paraguay | Aztekenstadion, Mexico-Stad Toeschouwers: 98.728 Scheidsrechter: Jamal Al-Sharif (SYR) |
| 18 juni WK 1986 Achtste finale № 617 «onderlinge duels» 12:00 uur (UTC−6) | Gary Lineker 32' Peter Beardsley 56' Gary Lineker 72' |       |          | Aztekenstadion, Mexico-Stad Toeschouwers: 98.728 Scheidsrechter: Jamal Al-Sharif (SYR) |

|                                                                        |                                       |       |                  |                                                                                       |
| 22 juni WK 1986 Kwartfinale № 618 «onderlinge duels» 12:00 uur (UTC−6) | Argentinië                            | 2 – 1 | Engeland         | Aztekenstadion, Mexico-Stad Toeschouwers: 114.580 Scheidsrechter: Ali Bennaceur (TUN) |
| 22 juni WK 1986 Kwartfinale № 618 «onderlinge duels» 12:00 uur (UTC−6) | Diego Maradona 51' Diego Maradona 55' |       | 81' Gary Lineker | Aztekenstadion, Mexico-Stad Toeschouwers: 114.580 Scheidsrechter: Ali Bennaceur (TUN) |

|  |  |  |  |  |  |  |  |  |

|                                                                           |                    |       |          |                                                                                      |
| 10 september Vriendschappelijk № 619 «onderlinge duels» 19:00 uur (UTC+2) | Zweden             | 1 – 0 | Engeland | Råsunda Stadion, Stockholm Toeschouwers: 15.646 Scheidsrechter: Werner Föckler (FRG) |
| 10 september Vriendschappelijk № 619 «onderlinge duels» 19:00 uur (UTC+2) | Johnny Ekström 49' |       |          | Råsunda Stadion, Stockholm Toeschouwers: 15.646 Scheidsrechter: Werner Föckler (FRG) |

|                                                                            |                                                    |       |               |                                                                                          |
| 15 oktober EK 1988 kwalificatie № 620 «onderlinge duels» 19:45 uur (UTC+1) | Engeland                                           | 3 – 0 | Noord-Ierland | Wembley Stadium, Londen Toeschouwers: 35.300 Scheidsrechter: Gerassimos Germanakos (GRE) |
| 15 oktober EK 1988 kwalificatie № 620 «onderlinge duels» 19:45 uur (UTC+1) | Gary Lineker 33' Chris Waddle 78' Gary Lineker 80' |       |               | Wembley Stadium, Londen Toeschouwers: 35.300 Scheidsrechter: Gerassimos Germanakos (GRE) |

|                                                                           |                                   |       |             |                                                                                 |
| 12 november EK 1988 kwalificatie № 621 «onderlinge duels» 19:45 uur (UTC) | Engeland                          | 2 – 0 | Joegoslavië | Wembley Stadium, Londen Toeschouwers: 60.000 Scheidsrechter: Franz Wöhrer (AUT) |
| 12 november EK 1988 kwalificatie № 621 «onderlinge duels» 19:45 uur (UTC) | Gary Mabbutt 21' Viv Anderson 57' |       |             | Wembley Stadium, Londen Toeschouwers: 60.000 Scheidsrechter: Franz Wöhrer (AUT) |

### 1987
|                                                                          |                                         |       |                                                                     |                                                                                            |
| 18 februari Vriendschappelijk № 622 «onderlinge duels» 20:30 uur (UTC+1) | Spanje                                  | 2 – 4 | Engeland                                                            | Estadio Santiago Bernabéu, Madrid Toeschouwers: 35.000 Scheidsrechter: Claudio Pieri (ITA) |
| 18 februari Vriendschappelijk № 622 «onderlinge duels» 20:30 uur (UTC+1) | Emilio Butragueño 14' Ramon Vázquez 76' |       | 24' Gary Lineker 28' Gary Lineker 47' Gary Lineker 56' Gary Lineker | Estadio Santiago Bernabéu, Madrid Toeschouwers: 35.000 Scheidsrechter: Claudio Pieri (ITA) |

|                                                                         |               |                                   |          |                                                                                         |
| 1 april EK 1988 kwalificatie № 623 «onderlinge duels» 20:00 uur (UTC+1) | Noord-Ierland | 0 – 2                             | Engeland | Windsor Park, Belfast Toeschouwers: 20.578 Scheidsrechter: Emilio Soriano Aladrén (ESP) |
| 1 april EK 1988 kwalificatie № 623 «onderlinge duels» 20:00 uur (UTC+1) |               | 19' Bryan Robson 43' Chris Waddle |          | Windsor Park, Belfast Toeschouwers: 20.578 Scheidsrechter: Emilio Soriano Aladrén (ESP) |

|                                                                          |         |       |          |                                                                                       |
| 29 april EK 1988 kwalificatie № 624 «onderlinge duels» 18:00 uur (UTC+3) | Turkije | 0 – 0 | Engeland | İzmir Atatürkstadion, İzmir Toeschouwers: 25.000 Scheidsrechter: Valeri Butenko (URS) |
| 29 april EK 1988 kwalificatie № 624 «onderlinge duels» 18:00 uur (UTC+3) |         |       |          | İzmir Atatürkstadion, İzmir Toeschouwers: 25.000 Scheidsrechter: Valeri Butenko (URS) |

|                                                                 |                  |       |                |                                                                                   |
| 19 mei Rous Cup 1987 № 625 «onderlinge duels» 20:00 uur (UTC+1) | Engeland         | 1 – 1 | Brazilië       | Wembley Stadium, Londen Toeschouwers: 92.000 Scheidsrechter: Michel Vautrot (FRA) |
| 19 mei Rous Cup 1987 № 625 «onderlinge duels» 20:00 uur (UTC+1) | Gary Lineker 35' |       | 36' Mirandinha | Wembley Stadium, Londen Toeschouwers: 92.000 Scheidsrechter: Michel Vautrot (FRA) |

|                                                                 |           |       |          |                                                                               |
| 23 mei Rous Cup 1987 № 626 «onderlinge duels» 15:00 uur (UTC+1) | Schotland | 0 – 0 | Engeland | Hampden Park, Glasgow Toeschouwers: 64.713 Scheidsrechter: Dieter Pauly (FRG) |
| 23 mei Rous Cup 1987 № 626 «onderlinge duels» 15:00 uur (UTC+1) |           |       |          | Hampden Park, Glasgow Toeschouwers: 64.713 Scheidsrechter: Dieter Pauly (FRG) |

|                                                                          |                                                                |       |                  |                                                                                   |
| 9 september Vriendschappelijk № 627 «onderlinge duels» 20:15 uur (UTC+2) | West-Duitsland                                                 | 3 – 1 | Engeland         | Rheinstadion, Düsseldorf Toeschouwers: 50.000 Scheidsrechter: Paolo Casarin (ITA) |
| 9 september Vriendschappelijk № 627 «onderlinge duels» 20:15 uur (UTC+2) | Pierre Littbarski 24' Pierre Littbarski 33' Wolfram Wuttke 84' |       | 42' Gary Lineker | Rheinstadion, Düsseldorf Toeschouwers: 50.000 Scheidsrechter: Paolo Casarin (ITA) |

|                                                                            | |       |         |                                                                               |
| 14 oktober EK 1988 kwalificatie № 628 «onderlinge duels» 20:00 uur (UTC+1) | Engeland | 8 – 0 | Turkije | Wembley Stadium, Londen Toeschouwers: 45.528 Scheidsrechter: Bep Thomas (NED) |
| 14 oktober EK 1988 kwalificatie № 628 «onderlinge duels» 20:00 uur (UTC+1) | John Barnes 1' Gary Lineker 8' John Barnes 28' Gary Lineker 42' Bryan Robson 59' Peter Beardsley 62' Gary Lineker 71' Neil Webb 88' |       |         | Wembley Stadium, Londen Toeschouwers: 45.528 Scheidsrechter: Bep Thomas (NED) |

|                                                                             |                    |       |                                                                    |                                                                                              |
| 11 november EK 1988 kwalificatie № 629 «onderlinge duels» 14:30 uur (UTC+1) | Joegoslavië        | 1 – 4 | Engeland                                                           | Stadion FK Crvena Zvezda, Belgrado Toeschouwers: 70.000 Scheidsrechter: Michel Vautrot (FRA) |
| 11 november EK 1988 kwalificatie № 629 «onderlinge duels» 14:30 uur (UTC+1) | Srečko Katanec 80' |       | 4' Peter Beardsley 17' John Barnes 20' Bryan Robson 25' Tony Adams | Stadion FK Crvena Zvezda, Belgrado Toeschouwers: 70.000 Scheidsrechter: Michel Vautrot (FRA) |

### 1988
|                                                                                                |        |       |          |                                                                                          |
| 17 februari Vriendschappelijk 60-jarig jubileum IFA № 630 «onderlinge duels» 16:45 uur (UTC+2) | Israël | 0 – 0 | Engeland | Ramat Ganstadion, Tel Aviv Toeschouwers: 5.000 Scheidsrechter: Alphonse Constantin (BEL) |
| 17 februari Vriendschappelijk 60-jarig jubileum IFA № 630 «onderlinge duels» 16:45 uur (UTC+2) |        |       |          | Ramat Ganstadion, Tel Aviv Toeschouwers: 5.000 Scheidsrechter: Alphonse Constantin (BEL) |

|                                                                     |                                 |       |                                       |                                                                                 |
| 23 maart Vriendschappelijk № 631 «onderlinge duels» 20:00 uur (UTC) | Engeland                        | 2 – 2 | Nederland                             | Wembley Stadium, Londen Toeschouwers: 74.590 Scheidsrechter: Adolf Prokop (GDR) |
| 23 maart Vriendschappelijk № 631 «onderlinge duels» 20:00 uur (UTC) | Gary Lineker 13' Tony Adams 61' |       | 20' (e.d.) Tony Adams 25' John Bosman | Wembley Stadium, Londen Toeschouwers: 74.590 Scheidsrechter: Adolf Prokop (GDR) |

|                                                                       |           |       |          |                                                                                        |
| 27 april Vriendschappelijk № 632 «onderlinge duels» 17:00 uur (UTC+2) | Hongarije | 0 – 0 | Engeland | Népstadion, Boedapest Toeschouwers: 26.500 Scheidsrechter: Karl-Heinz Tritschler (FRG) |
| 27 april Vriendschappelijk № 632 «onderlinge duels» 17:00 uur (UTC+2) |           |       |          | Népstadion, Boedapest Toeschouwers: 26.500 Scheidsrechter: Karl-Heinz Tritschler (FRG) |

|                                                                 |                     |       |           |                                                                                 |
| 21 mei Rous Cup 1988 № 633 «onderlinge duels» 15:00 uur (UTC+1) | Engeland            | 1 – 0 | Schotland | Wembley Stadium, Londen Toeschouwers: 70.480 Scheidsrechter: Joël Quiniou (FRA) |
| 21 mei Rous Cup 1988 № 633 «onderlinge duels» 15:00 uur (UTC+1) | Peter Beardsley 12' |       |           | Wembley Stadium, Londen Toeschouwers: 70.480 Scheidsrechter: Joël Quiniou (FRA) |

|                                                                 |                  |       |                    |                                                                                           |
| 24 mei Rous Cup 1988 № 634 «onderlinge duels» 20:00 uur (UTC+1) | Engeland         | 1 – 1 | Colombia           | Wembley Stadium, Londen Toeschouwers: 25.756 Scheidsrechter: Karl-Josef Assenmacher (FRG) |
| 24 mei Rous Cup 1988 № 634 «onderlinge duels» 20:00 uur (UTC+1) | Gary Lineker 22' |       | 66' Andrés Escobar | Wembley Stadium, Londen Toeschouwers: 25.756 Scheidsrechter: Karl-Josef Assenmacher (FRG) |

|                                                                     |             |                  |          |                                                                                                   |
| 28 mei Vriendschappelijk № 635 «onderlinge duels» 17:15 uur (UTC+2) | Zwitserland | 0 – 1            | Engeland | Stade Olympique de la Pontaise, Lausanne Toeschouwers: 10.000 Scheidsrechter: Luigi Agnolin (ITA) |
| 28 mei Vriendschappelijk № 635 «onderlinge duels» 17:15 uur (UTC+2) |             | 60' Gary Lineker |          | Stade Olympique de la Pontaise, Lausanne Toeschouwers: 10.000 Scheidsrechter: Luigi Agnolin (ITA) |

| Europees kampioenschap voetbal 1988 |
| ----------------------------------- |

|                                                                    |          |                 |         |                                                                                        |
| 12 juni EK 1988 Groep B № 636 «onderlinge duels» 17:15 uur (UTC+2) | Engeland | 0 – 1           | Ierland | Neckarstadion, Stuttgart Toeschouwers: 53.000 Scheidsrechter: Siegfried Kirschen (GDR) |
| 12 juni EK 1988 Groep B № 636 «onderlinge duels» 17:15 uur (UTC+2) |          | 6' Ray Houghton |         | Neckarstadion, Stuttgart Toeschouwers: 53.000 Scheidsrechter: Siegfried Kirschen (GDR) |

|                                                                    |                  |       |                                                                |                                                                                   |
| 15 juni EK 1988 Groep B № 637 «onderlinge duels» 17:15 uur (UTC+2) | Engeland         | 1 – 3 | Nederland                                                      | Rheinstadion, Düsseldorf Toeschouwers: 65.000 Scheidsrechter: Paolo Casarin (ITA) |
| 15 juni EK 1988 Groep B № 637 «onderlinge duels» 17:15 uur (UTC+2) | Bryan Robson 52' |       | 44' Marco van Basten 71' Marco van Basten 75' Marco van Basten | Rheinstadion, Düsseldorf Toeschouwers: 65.000 Scheidsrechter: Paolo Casarin (ITA) |

|                                                                    |                |       |                                                                    |                                                                                   |
| 18 juni EK 1988 Groep B № 638 «onderlinge duels» 15:30 uur (UTC+2) | Engeland       | 1 – 3 | Sovjet-Unie                                                        | Waldstadion, Frankfurt Toeschouwers: 48.335 Scheidsrechter: José dos Santos (POR) |
| 18 juni EK 1988 Groep B № 638 «onderlinge duels» 15:30 uur (UTC+2) | Tony Adams 16' |       | 3' Sergej Alejnikov 28' Oleksij Mychajlytsjenko 73' Viktor Pasulko | Waldstadion, Frankfurt Toeschouwers: 48.335 Scheidsrechter: José dos Santos (POR) |

|  |  |  |  |  |  |  |  |  |

|                                                                           |               |       |            |                                                                                  |
| 14 september Vriendschappelijk № 639 «onderlinge duels» 20:00 uur (UTC+1) | Engeland      | 1 – 0 | Denemarken | Wembley Stadium, Londen Toeschouwers: 25.837 Scheidsrechter: Alexis Ponnet (BEL) |
| 14 september Vriendschappelijk № 639 «onderlinge duels» 20:00 uur (UTC+1) | Neil Webb 29' |       |            | Wembley Stadium, Londen Toeschouwers: 25.837 Scheidsrechter: Alexis Ponnet (BEL) |

|                                                                            |          |       |        |                                                                                  |
| 19 oktober WK 1990 kwalificatie № 640 «onderlinge duels» 20:00 uur (UTC+1) | Engeland | 0 – 0 | Zweden | Wembley Stadium, Londen Toeschouwers: 65.628 Scheidsrechter: Gérard Biguet (FRA) |
| 19 oktober WK 1990 kwalificatie № 640 «onderlinge duels» 20:00 uur (UTC+1) |          |       |        | Wembley Stadium, Londen Toeschouwers: 65.628 Scheidsrechter: Gérard Biguet (FRA) |

|                                                                          |                    |       |                |                                                                                                  |
| 16 november Vriendschappelijk № 641 «onderlinge duels» 19:00 uur (UTC+3) | Saoedi-Arabië      | 1 – 1 | Engeland       | King Fahd Internationaal Stadion, Riyadh Toeschouwers: 18.000 Scheidsrechter: Jassim Mandi (BHR) |
| 16 november Vriendschappelijk № 641 «onderlinge duels» 19:00 uur (UTC+3) | Majid Abdullah 15' |       | 54' Tony Adams | King Fahd Internationaal Stadion, Riyadh Toeschouwers: 18.000 Scheidsrechter: Jassim Mandi (BHR) |

### 1989
|                                                                         |                              |       |                                 |                                                                                    |
| 8 februari Vriendschappelijk № 642 «onderlinge duels» 15:00 uur (UTC+2) | Griekenland                  | 1 – 2 | Engeland                        | Olympisch Stadion, Athene Toeschouwers: 6.000 Scheidsrechter: Heinz Holzmann (AUT) |
| 8 februari Vriendschappelijk № 642 «onderlinge duels» 15:00 uur (UTC+2) | Dimitris Saravakos 1' (pen.) |       | 9' John Barnes 79' Bryan Robson | Olympisch Stadion, Athene Toeschouwers: 6.000 Scheidsrechter: Heinz Holzmann (AUT) |

|                                                                         |         |                                  |          |                                                                                         |
| 8 maart WK 1990 kwalificatie № 643 «onderlinge duels» 15:00 uur (UTC+1) | Albanië | 0 – 2                            | Engeland | Qemal Stafastadion, Tirana Toeschouwers: 25.000 Scheidsrechter: John Blankenstein (NED) |
| 8 maart WK 1990 kwalificatie № 643 «onderlinge duels» 15:00 uur (UTC+1) |         | 16' John Barnes 63' Bryan Robson |          | Qemal Stafastadion, Tirana Toeschouwers: 25.000 Scheidsrechter: John Blankenstein (NED) |

|                                                                          |                                                                                             |       |         |                                                                                |
| 26 april WK 1990 kwalificatie № 644 «onderlinge duels» 20:00 uur (UTC+1) | Engeland                                                                                    | 5 – 0 | Albanië | Wembley Stadium, Londen Toeschouwers: 60.602 Scheidsrechter: Einar Halle (NOR) |
| 26 april WK 1990 kwalificatie № 644 «onderlinge duels» 20:00 uur (UTC+1) | Gary Lineker 7' Peter Beardsley 12' Peter Beardsley 64' Chris Waddle 72' Paul Gascoigne 88' |       |         | Wembley Stadium, Londen Toeschouwers: 60.602 Scheidsrechter: Einar Halle (NOR) |

|                                                                 |          |       |       |                                                                                     |
| 23 mei Rous Cup 1989 № 645 «onderlinge duels» 20:00 uur (UTC+1) | Engeland | 0 – 0 | Chili | Wembley Stadium, Londen Toeschouwers: 15.628 Scheidsrechter: Erik Fredriksson (SWE) |
| 23 mei Rous Cup 1989 № 645 «onderlinge duels» 20:00 uur (UTC+1) |          |       |       | Wembley Stadium, Londen Toeschouwers: 15.628 Scheidsrechter: Erik Fredriksson (SWE) |

|                                                                 |           |                                 |          |                                                                                 |
| 27 mei Rous Cup 1989 № 646 «onderlinge duels» 15:00 uur (UTC+1) | Schotland | 0 – 2                           | Engeland | Hampden Park, Glasgow Toeschouwers: 63.282 Scheidsrechter: Michel Vautrot (FRA) |
| 27 mei Rous Cup 1989 № 646 «onderlinge duels» 15:00 uur (UTC+1) |           | 20' Chris Waddle 80' Steve Bull |          | Hampden Park, Glasgow Toeschouwers: 63.282 Scheidsrechter: Michel Vautrot (FRA) |

|                                                                        |                                                |       |       |                                                                                  |
| 3 juni WK 1990 kwalificatie № 647 «onderlinge duels» 15:00 uur (UTC+1) | Engeland                                       | 3 – 0 | Polen | Wembley Stadium, Londen Toeschouwers: 69.203 Scheidsrechter: Luigi Agnolin (ITA) |
| 3 juni WK 1990 kwalificatie № 647 «onderlinge duels» 15:00 uur (UTC+1) | Gary Lineker 24' John Barnes 69' Neil Webb 82' |       |       | Wembley Stadium, Londen Toeschouwers: 69.203 Scheidsrechter: Luigi Agnolin (ITA) |

|                                                                     |                  |       |                  |                                                                                    |
| 7 juni Vriendschappelijk № 648 «onderlinge duels» 20:00 uur (UTC+2) | Denemarken       | 1 – 1 | Engeland         | Idrætsparken, Kopenhagen Toeschouwers: 18.400 Scheidsrechter: Jaap Uilenberg (NED) |
| 7 juni Vriendschappelijk № 648 «onderlinge duels» 20:00 uur (UTC+2) | Lars Elstrup 56' |       | 27' Gary Lineker | Idrætsparken, Kopenhagen Toeschouwers: 18.400 Scheidsrechter: Jaap Uilenberg (NED) |

|                                                                             |        |       |          |                                                                                         |
| 6 september WK 1990 kwalificatie № 649 «onderlinge duels» 19:00 uur (UTC+2) | Zweden | 0 – 0 | Engeland | Råsunda Stadion, Stockholm Toeschouwers: 38.588 Scheidsrechter: Hubert Forstinger (AUT) |
| 6 september WK 1990 kwalificatie № 649 «onderlinge duels» 19:00 uur (UTC+2) |        |       |          | Råsunda Stadion, Stockholm Toeschouwers: 38.588 Scheidsrechter: Hubert Forstinger (AUT) |

|                                                                            |       |       |          |                                                                                          |
| 11 oktober WK 1990 kwalificatie № 650 «onderlinge duels» 17:00 uur (UTC+1) | Polen | 0 – 0 | Engeland | Śląskistadion, Chorzów Toeschouwers: 32.423 Scheidsrechter: Emilio Soriano Aladrén (ESP) |
| 11 oktober WK 1990 kwalificatie № 650 «onderlinge duels» 17:00 uur (UTC+1) |       |       |          | Śląskistadion, Chorzów Toeschouwers: 32.423 Scheidsrechter: Emilio Soriano Aladrén (ESP) |

|                                                                        |          |       |        |                                                                                      |
| 15 november Vriendschappelijk № 651 «onderlinge duels» 20:00 uur (UTC) | Engeland | 0 – 0 | Italië | Wembley Stadium, Londen Toeschouwers: 67.500 Scheidsrechter: Hubert Forstinger (AUT) |
| 15 november Vriendschappelijk № 651 «onderlinge duels» 20:00 uur (UTC) |          |       |        | Wembley Stadium, Londen Toeschouwers: 67.500 Scheidsrechter: Hubert Forstinger (AUT) |

|                                                                        |                                  |       |                 |                                                                                 |
| 13 december Vriendschappelijk № 652 «onderlinge duels» 20:00 uur (UTC) | Engeland                         | 2 – 1 | Joegoslavië     | Wembley Stadium, Londen Toeschouwers: 34.796 Scheidsrechter: Dieter Pauly (FRG) |
| 13 december Vriendschappelijk № 652 «onderlinge duels» 20:00 uur (UTC) | Bryan Robson 1' Bryan Robson 70' |       | 17' Haris Škoro | Wembley Stadium, Londen Toeschouwers: 34.796 Scheidsrechter: Dieter Pauly (FRG) |

FA · A-internationals · Selecties · Bondscoaches · Engels vrouwenelftal · Brits olympisch elftal · Engeland -21 · Engeland -20 · Engeland -19 · Engeland -18 · Engeland -17 · Engeland -16 · Vrouwen -17
1872 – 1899 ·
1900 – 1919 ·
1920 – 1929 ·
1930 – 1939 ·
1940 – 1949 ·
1950 – 1959 ·
1960 – 1969 ·
1970 – 1979 ·
1980 – 1989 ·
1990 – 1999 ·
2000 – 2009 ·
2010 – 2019 ·
2020 − 2029
EK's: 1968 ·
1980 ·
1988 ·
1992 ·
1996 ·
2000 ·
2004 ·
2012 · 
2016 · 
2020 · 
2024
WK's: 1950 ·
1954 ·
1958 ·
1962 ·
1966 ·
1970 ·
1982 ·
1986 ·
1990 ·
1998 ·
2002 ·
2006 ·
2010 ·
2014 ·
2018 · 
2022
Albanië ·
Algerije ·
Andorra ·
Argentinië ·
Australië ·
Azerbeidzjan ·
België ·
Bosnië en Herzegovina ·
Brazilië ·
Bulgarije ·
Canada ·
Chili ·
China ·
Colombia ·
Costa Rica ·
Cyprus ·
Denemarken ·
DDR · 
Duitsland ·
Ecuador ·
Egypte ·
Estland ·
Finland ·
Frankrijk ·
Georgië ·
Ghana ·
GOS ·
Griekenland ·
Honduras ·
Hongarije ·
Ierland ·
IJsland · 
Iran ·
Israël ·
Italië ·
Ivoorkust ·
Jamaica ·
Japan ·
Joegoslavië ·
Kameroen ·
Kazachstan ·
Koeweit ·
Kosovo ·
Kroatië ·
Letland ·
Liechtenstein ·
Litouwen ·
Luxemburg ·
Maleisië ·
Malta ·
Marokko ·
Mexico ·
Moldavië ·
Montenegro ·
Nederland ·
Nieuw-Zeeland ·
Nigeria ·
Noord-Ierland ·
Noord-Macedonië ·
Noorwegen ·
Oekraïne ·
Oostenrijk ·
Panama · 
Paraguay ·
Peru · 
Polen ·
Portugal ·
Roemenië ·
Rusland ·
San Marino · 
Saoedi-Arabië ·
Schotland ·
Senegal ·
Servië ·
Servië en Montenegro · 
Slovenië ·
Slowakije ·
Sovjet-Unie ·
Spanje ·
Trinidad en Tobago ·
Tsjechië ·
Tsjecho-Slowakije ·
Tunesië ·
Turkije ·
Uruguay ·
Verenigde Staten ·
Wales ·
Wit-Rusland ·
Zuid-Afrika ·
Zuid-Korea ·
Zweden ·
Zwitserland
Algerije (2010) · 
Argentinië (1986) · 
Argentinië (1998) · 
Argentinië (2002) · 
België (1990) · 
België (2018, 1) · 
België (2018, 2) · 
Brazilië (2002) · 
Colombia (1998) ·
Colombia (2018) ·
Costa Rica (2014) ·
Denemarken (2002) ·
Denemarken (2021) · 
Duitsland (2000) ·
Duitsland (2010) ·
Duitsland (2021) ·
Ecuador (2006) ·
Egypte (1990) ·
Frankrijk (1982) ·
Frankrijk (2012) ·
Frankrijk (2022) ·
Ierland (1990) · 
IJsland (2016) ·
Italië (1990) · 
Italië (2012) · 
Italië (2014) · 
Italië (2021) · 
Kameroen (1990) · 
Koeweit (1982) · 
Kroatië (2018) ·
Kroatië (2021) · 
Marokko (1986) · 
Nederland (1990) · 
Nigeria (2002) · 
Oekraïne (2012) · 
Oekraïne (2021) ·
Panama (2018) · 
Paraguay (1986) · 
Paraguay (2006) · 
Polen (1986) · 
Portugal (1986) · 
Portugal (2000) · 
Portugal (2006) · 
Roemenië (1998) ·
Roemenië (2000) ·
Rusland (2016) ·
Schotland (2021) ·
Senegal (2022) ·
Slovenië (2010) ·
Slowakije (2016) ·
Spanje (1982) ·
Spanje (2024) ·
Trinidad en Tobago (2006) ·
Tsjechië (2021) ·
Tsjecho-Slowakije (1982) ·
Tunesië (1998) ·
Tunesië (2018) ·
Uruguay (2014) ·
Verenigde Staten (2010) ·
Wales (2016) · 
West-Duitsland (1966) ·
West-Duitsland (1982) ·
West-Duitsland (1990) ·
Zweden (2002) ·
Zweden (2006) · 
Zweden (2012)
CONMEBOL: Bolivia · Chili  · Colombia · Ecuador · Uruguay

UEFA: Albanië · België · Bulgarije · Cyprus · Denemarken · West-Duitsland · Duitse Democratische Republiek · Engeland · Faeröer · Finland · Frankrijk · Griekenland · Hongarije · IJsland · Ierland · Israël · Italië · Joegoslavië ·  Liechtenstein · Luxemburg · Malta · Nederland · Noord-Ierland · Noorwegen · Oostenrijk · Polen · Portugal · Roemenië · San Marino · Schotland ·  Sovjet-Unie ·  Spanje · Tsjecho-Slowakije · Turkije · Wales ·  Zweden · Zwitserland

CAF: Madagaskar